# Reichenbachstraße (München)
Die nach Georg Friedrich von Reichenbach (1772–1826) benannte Reichenbachstraße in München verläuft von der Frauenstraße, die einen Teil des Altstadtrings bildet, südlich des Viktualienmarkts über den Reichenbachplatz und den Gärtnerplatz durch das Gärtnerplatzviertel zur Isar. Kurz bevor diese erreicht wird, endet sie an der Fraunhoferstraße kurz vor deren Kreuzung mit der Baaderstraße. Nur wenige Meter weiter liegt die Reichenbachbrücke, die die Isar in Richtung zur Au überquert. Der heutige Name der Straße besteht seit dem 17. November 1862.

## Nutzung
Die durch die Reichenbachstraße führende Straßenbahnlinie 5 (Viktualienmarkt – Mariahilfplatz – Candidplatz) wurde 1960 eingestellt. Seither verkehren keine Straßenbahnen mehr durch die Straße. Jedoch wird sie am Reichenbachplatz von der Straßenbahn gekreuzt. Die U-Bahn verläuft durch die Fraunhoferstraße, an der die Reichenbachstraße endet.

## Bebauung

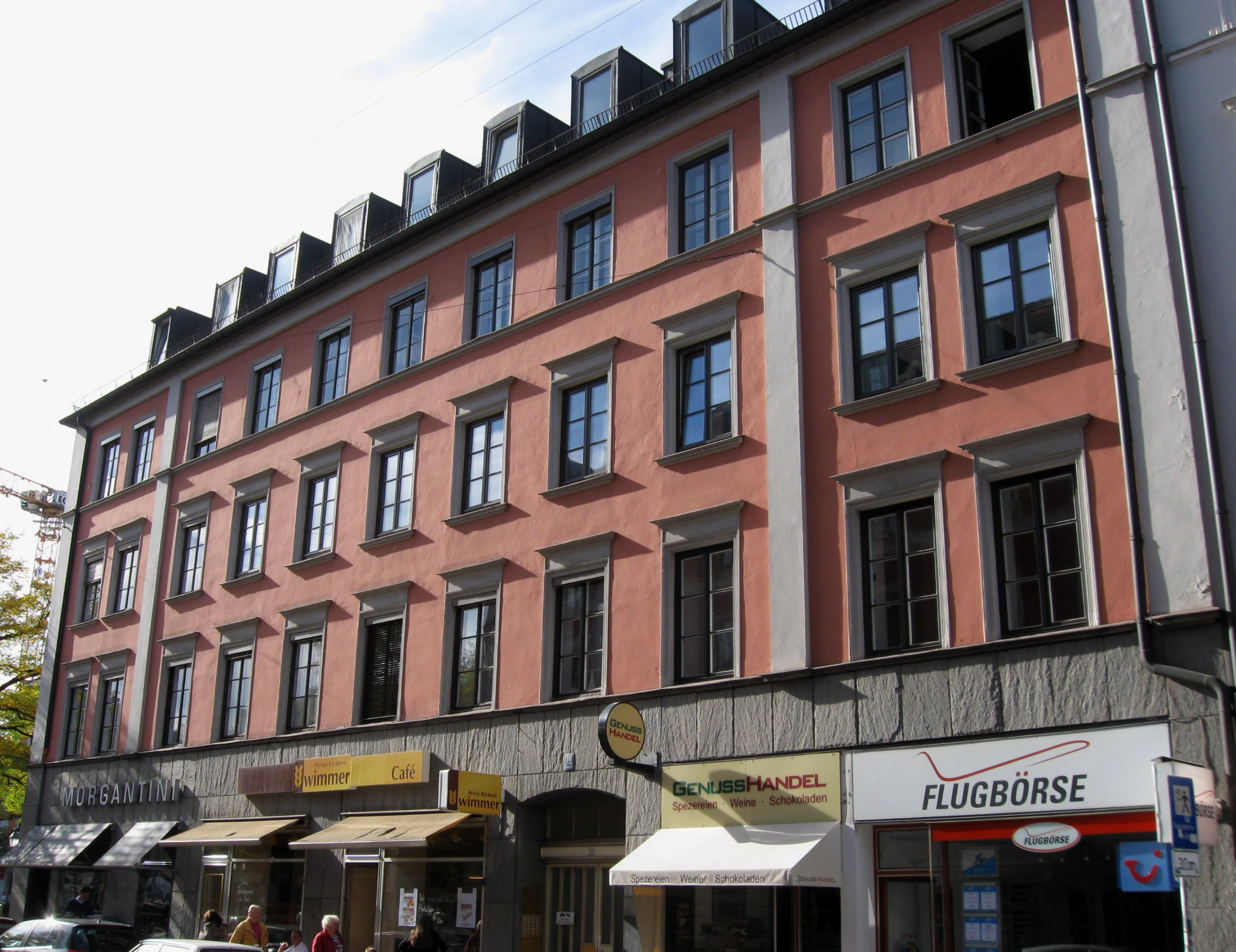
Eckhaus Nr. 16 am Gärtnerplatz

Die Reichenbachstraße weist zahlreiche spätklassizistische Mietshäuser auf, die unter Denkmalschutz stehen, so die Hausnummern 10, 12, 14, 15, 16, 17, 18, 19, 22, 24, 29, 31, 32, 35, 36, 37, 38, 40 (durchwegs in den 1860er Jahren erbaut; näher siehe die Liste der Baudenkmäler in der Isarvorstadt).
In der Reichenbachstraße 13 liegt das Hotel Deutsche Eiche, ein bekannter Homosexuellentreffpunkt, in dem zahlreiche Prominente verkehrten.
Die am 5. September 1931 eingeweihte „ostjüdische“ Synagoge an der Reichenbachstraße München (Hausnr. 27) war von 1947 bis zur Eröffnung der Synagoge Ohel Jakob 2007 Münchens Hauptsynagoge. Auf das im Vorderhaus befindliche jüdische Altersheim wurde am 13. Februar 1970 ein bis heute nicht aufgeklärter Brandanschlag verübt, bei dem sieben Bewohner ums Leben kamen.